# Pavonia botumirima
Pavonia botumirima är en malvaväxtart som beskrevs av Antonio Krapovickas. Pavonia botumirima ingår i släktet påfågelsmalvor, och familjen malvaväxter. Inga underarter finns listade i Catalogue of Life.